# Even Cowgirls Get the Blues (John Cale)
Even Cowgirls Get the Blues è un album dal vivo del musicista gallese John Cale, pubblicato nel 1987.

## Tracce

### CD
1. Dance of the Seven Veils
2. Helen of Troy
3. Casey at the Bat
4. Even Cowgirls Get the Blues
5. Don't Know Why She Came
6. Somebody Should Have Told Her
7. Decade
8. Magic & Lies

### LP
Side A
1. Dance of the Seven Veils
2. Helen of Troy
3. Casey at the Bat
4. Even Cowgirls Get the Blues
5. Jack the Ripper at the Moulin Rouge

Side B
1. Dead or Alive
2. Somebody Should Have Told Her
3. Instrumental for New Years 1980 (Decade)
4. Magic & Lies
5. Memphis (Chuck Berry cover)

## Formazione
- John Cale − voce, chitarra, piano elettrico, viola
- Ritchie Fliegler − chitarra
- Ivan Kral − basso
- Bruce Brody − tastiera
- Jay Dee Daugherty − batteria (tracce 1-4)
- Robert Medici − batteria (tracce 5-8)
- Judy Nylon − voce, narrazione